# (500444) 2012 TQ173
(500444) 2012 TQ173 es un asteroide perteneciente al cinturón de asteroides, descubierto el 19 de octubre de 2007 por el equipo del Spacewatch desde el Observatorio Nacional de Kitt Peak, Arizona, Estados Unidos.

## Designación y nombre
Designado provisionalmente como 2012 TQ173.

## Características orbitales
2012 TQ173 está situado a una distancia media del Sol de 3,064 ua, pudiendo alejarse hasta 3,455 ua y acercarse hasta 2,673 ua. Su excentricidad es 0,127 y la inclinación orbital 4,649 grados. Emplea 1959,83 días en completar una órbita alrededor del Sol.
Los próximos acercamientos a la órbita de Júpiter se producirán el 9 de diciembre de 2072, el 11 de diciembre de 2121 y el 5 de julio de 2131, entre otros.

## Características físicas
La magnitud absoluta de 2012 TQ173 es 16,7.